# Rocinela ophthalmica
Rocinela ophthalmica är en kräftdjursart som beskrevs av Milne Edwards 1840. Rocinela ophthalmica ingår i släktet Rocinela och familjen Aegidae. Inga underarter finns listade i Catalogue of Life.